# Alue Bilie (Darul Makmur)
Alue Bilie is een bestuurslaag in het regentschap Nagan Raya van de provincie Atjeh, Indonesië. Alue Bilie telt 1227 inwoners (volkstelling 2010).